# 100122 Alpes-Maritimes
100122 Alpes-Maritimes este o planetă minoră (asteroid), cu un diametru de 6,115 km, din centura de asteroizi. A fost descoperită pe 15 august 1993 la observatoire de la Côte d'Azur⁠(d) de centre de recherches en géodynamique et astrométrie⁠(d) și a fost numită după Alpes-Maritimes. 
Obiectul prezintă o orbită caracterizată de o semiaxă mare de 3,1984985172897 UAi, o excentricitate de 0,17, o înclinație de 6 ° în raport cu ecliptica.